# 仙涯嶺
仙涯嶺（せんがいれい）は、長野県上伊那郡飯島町と木曽郡大桑村にまたがる標高2,734 mの山。木曽山脈（中央アルプス）の主稜線上にある痩せた岩尾根のピークで、日本で82番目に高い山。

## 概要
周辺の木曽山脈の山域は1951年（昭和26年）11月22日に長野県の中央アルプス県立自然公園（後の中央アルプス国定公園）に指定された。南駒ヶ岳と越百山との間にあり、山の上部は高山帯であり、ハイマツやトウヤクリンドウなどの高山植物が分布している。周辺ではハイマツの種子を餌とするホシガラスが見られる。山頂部は鋭い尖塔の岩場で風化しやすい伊奈川粗粒花崗閃緑岩で構成されている。西面は今朝沢谷に向かって切れ落ちた断崖絶壁である。山頂は見晴らしが良く、東に赤石山脈（南アルプス）とその稜線越しに富士山、周辺の中央アルプスの山々、西に糸瀬山その遠方に白山、御嶽山などを望むことができる。山頂付近の稜線からは東に伊那谷を見下ろすこともできる。麓の飯島町役場からは、南駒ヶ岳の南側に山頂部を望むことができる。別称として「前岳」と呼ばれていた。

## 登山

### 登山道

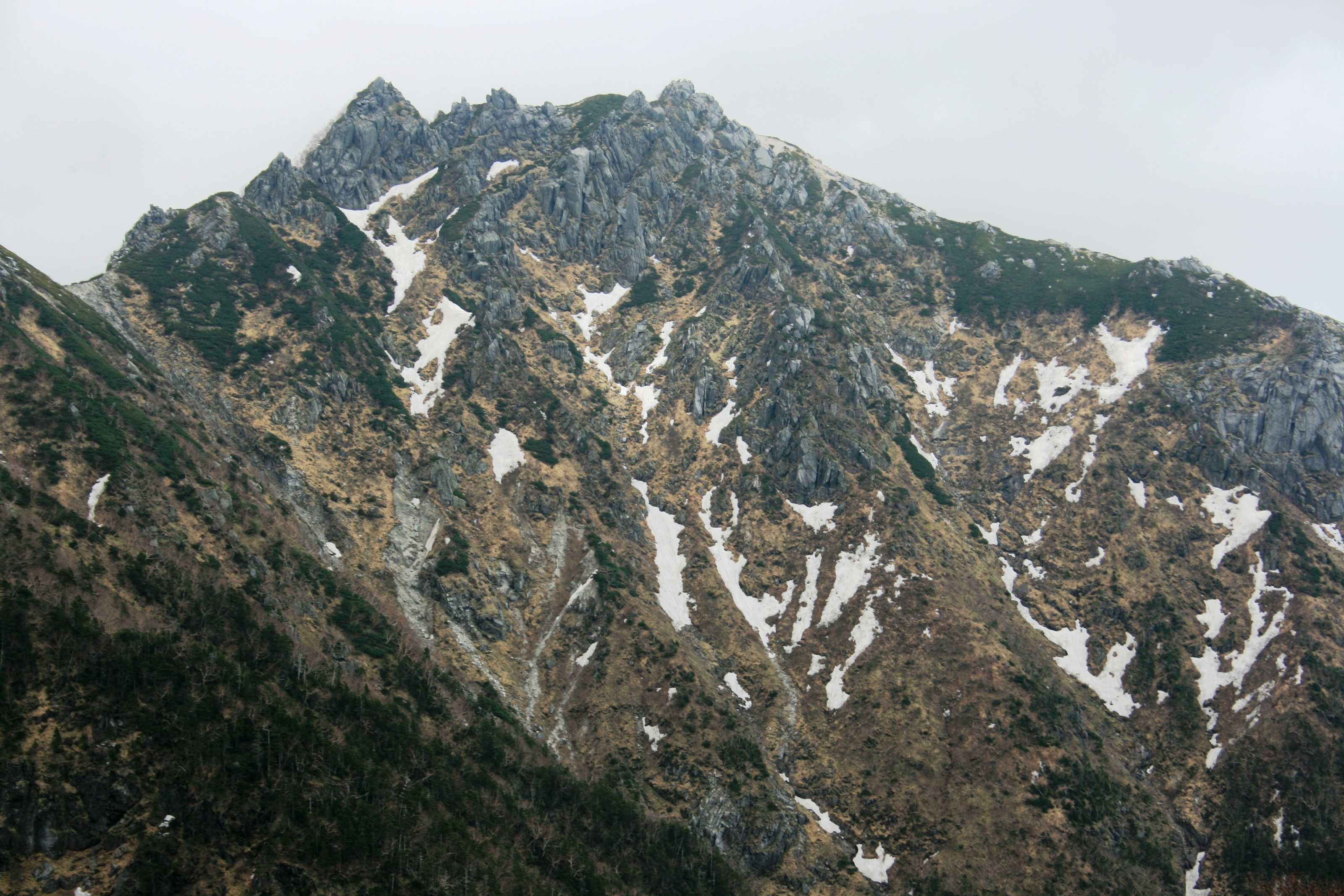
南駒ヶ岳の西尾根の登山道から望む仙涯嶺

仙涯嶺に直接へ登る登山道はなく、南駒ヶ岳や越百山登頂時や中央アルプス縦走時に登られている。南駒ヶ岳から仙涯嶺にかけての急峻な痩せ尾根の登下降部には鎖場がある。山頂に至る以下のルートがある。
中央アルプス縦走ルート
各方面の登山口 - 木曽駒ヶ岳 - 宝剣岳 - 檜尾岳 - 熊沢岳 - 空木岳 - 南駒ヶ岳 - 仙涯嶺 - 越百山 - 南越百山 - 奥念丈岳 - 安平路山 - 摺古木山 - 大平宿
与田切渓谷からのルート
中小川避難小屋 - 乙女の滝 - 相生の滝高巻き道 - 三段の滝 - カモシカ落し - 飛竜の滝展望地 - 旧避難小屋跡 - 木曽山脈主稜線 - 越百山 - 仙涯嶺
南駒ヶ岳西尾根からのルート
伊奈川ダム - 福栃橋越百山登山口 - ニワトリ橋南駒ヶ岳登山道入口 - 2,411 mピーク - 南駒ヶ岳 - 仙涯嶺
伊奈川ダムからのルート（越百山新道）
伊奈川ダム - 福栃橋登山口越百山登山口 - 下のコル - シャクナゲ尾根 - 上のコル - オコジョ平 - 七合目（御岳展望台） - 水場分岐 - 越百小屋 - 越百山 - 仙涯嶺

### 周辺の山小屋
中央アルプスの有人の山小屋は、完全予約制となっている。駒ヶ岳頂上山荘にのみキャンプ指定地がある。周辺には越百小屋や摺鉢窪避難小屋などがあり、有人の山小屋では登山シーズン期間に営業が行われている。
| 画像 | 名称           | 所在地                  | 標高 (m) | 仙涯嶺からの 方角と距離(km) | 収容 人数 | 備考       |
| ---- | -------------- | ----------------------- | -------- | --------------------------- | --------- | ---------- |
|      | 摺鉢窪避難小屋 | 摺鉢窪カール            | 2,560    | 北北東 1.1                  | 30        | 無人小屋   |
|      | 越百小屋       | 福栃山と越百山 との鞍部 | 2,340    | 南西 2.4                    | 30        | [ 注釈 2 ] |
|      | 中小川避難小屋 | 中小川の林道沿い        | 1,350    | 南東 3.2                    | 20        | 無人小屋   |

## 地理
木曽山脈主稜線にあり、北側の南駒ヶ岳から延びる尾根はこのピークで越百山に向かって南西方向に折れ曲がる。山頂から東南東へも明瞭な尾根が延びる。

### 周辺の山
山頂の北北西1 kmには南駒ヶ岳、南西1.6 kmには越百山、西北西7.4 kmには糸瀬山がある。

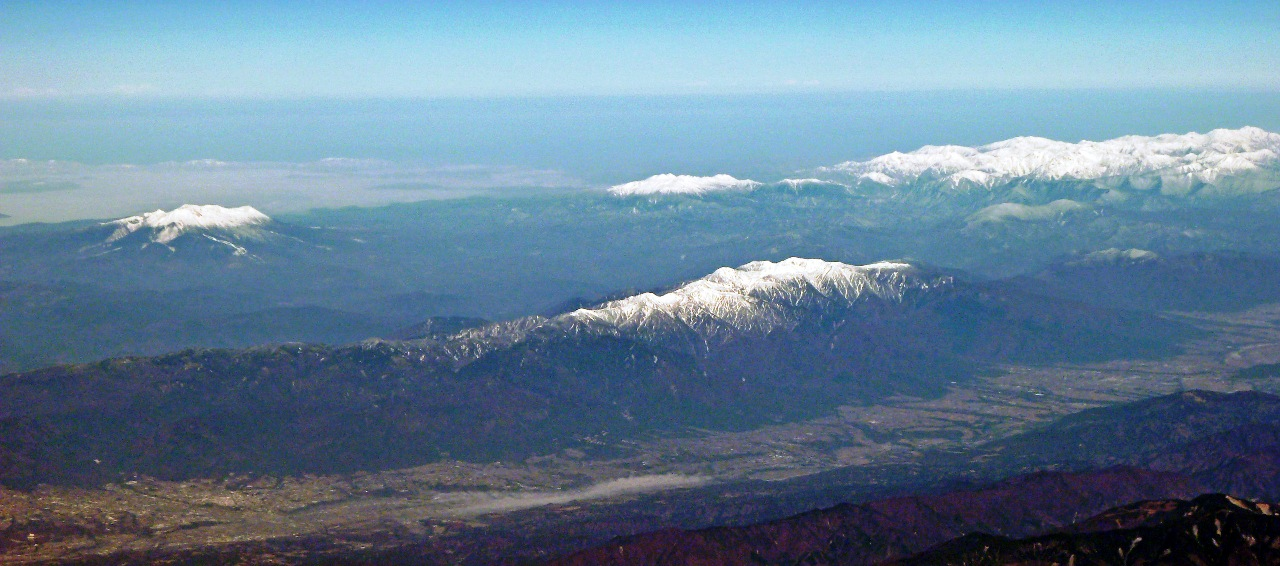
東の伊那谷側の上空から望む木曽山脈と、木曽谷の西奥は御嶽山と飛騨山脈

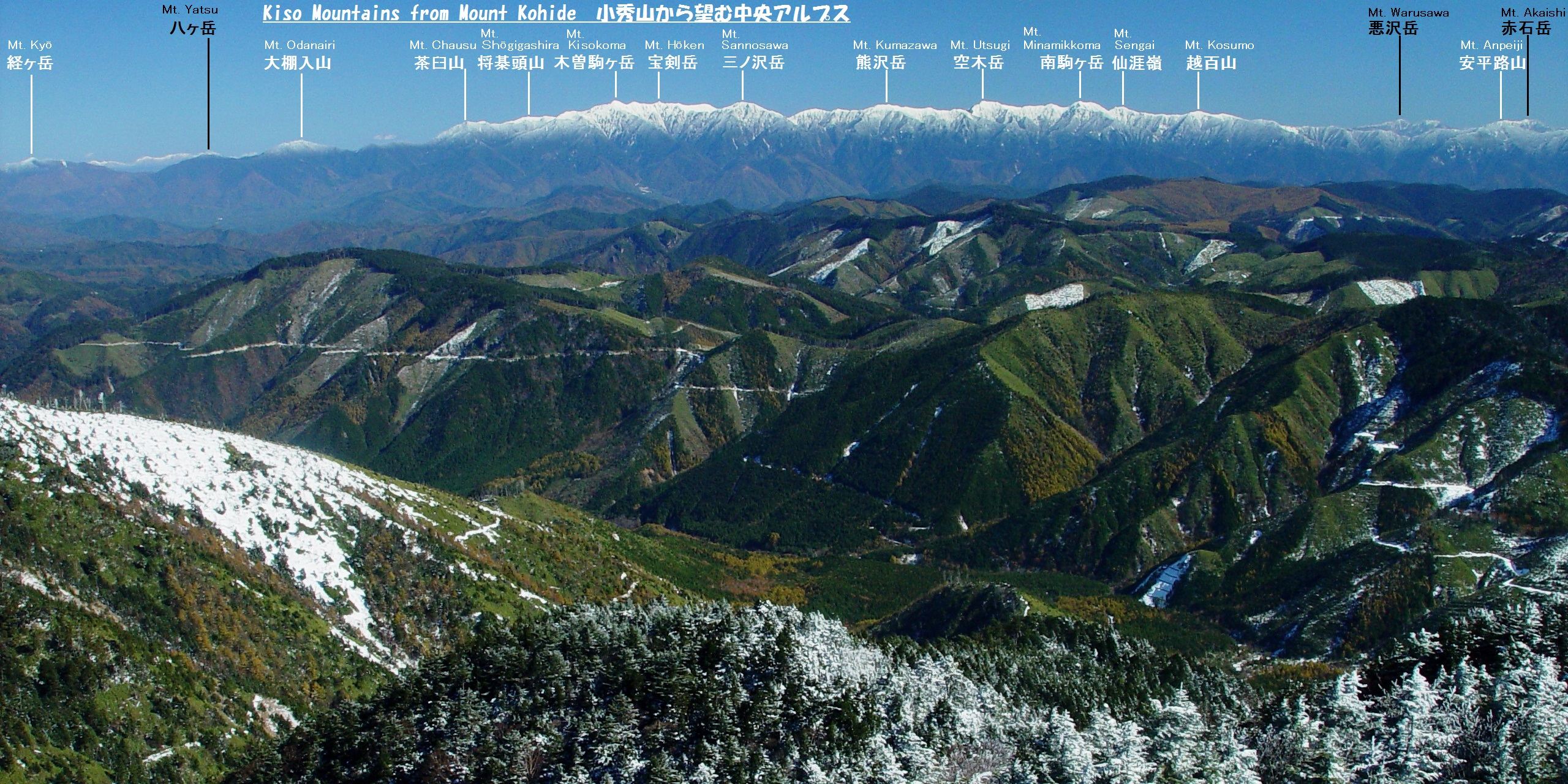
西側の小秀山から望む中央アルプスの周辺の山、右端側の越百山付近が木曽山脈の森林限界の南限である。

| 山容                           | 山名     | 標高 (m) | 三角点等級 基準点名 | 仙涯嶺からの 方角と距離(km) | 備考         |
| ------------------------------ | -------- | -------- | ------------------- | --------------------------- | ------------ |
| 駒石方面から望む空木岳         | 空木岳   | 2,863.71 | 三等 「駒ケ岳」     | 北 3.0                      | 日本百名山   |
| 南越百山から望む赤椰岳と空木岳 | 赤椰岳   | 2,798    |                     | 北 1.6                      |              |
| 越百山から望む南駒ヶ岳         | 南駒ヶ岳 | 2,841    |                     | 北北西 1.0                  | 日本二百名山 |
| 仙涯嶺山頂直下南から望む仙涯嶺 | 仙涯嶺   | 2,734    |                     | 0                           |              |
| 仙涯嶺から望む越百山           | 越百山   | 2,613.24 | 三等 「越百」       | 南西 1.6                    | 日本三百名山 |
| 南越百山から望む安平路山       | 安平路山 | 2,363.14 | 三等 「二ツ薙」     | 南南西 7.7                  | 日本二百名山 |

### 源流の河川

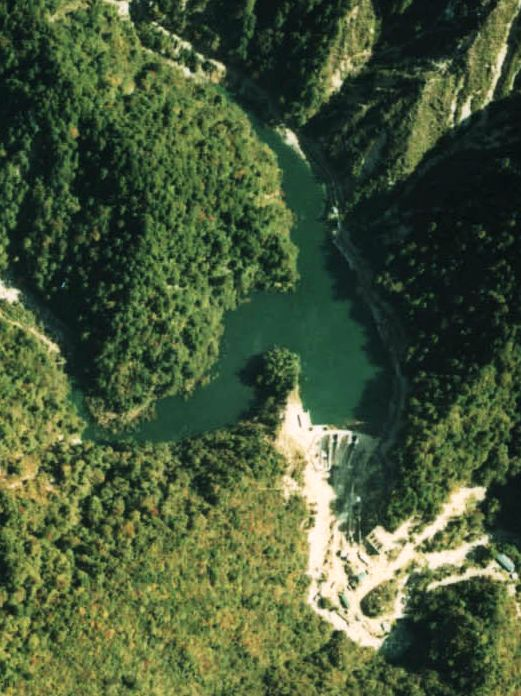
伊奈川ダム

以下が源流となる河川で、太平洋へ流れる。山頂の6.8 km西には関西電力の伊奈川ダムがある。
- ケサ沢 - 木曽川水系伊奈川の支流
- オンボロ沢、中小川 - 天竜川水系、中小川の上流部に乙女の滝、相生の滝（山頂の南東1.5 km）、飛竜の滝（山頂の南南東1.4 km）などの滝がある[11][1]。

### 交通・アクセス
- JR東海中央本線の須原駅の東10.8 kmに位置する。
- JR東海飯田線の飯島駅の西10.6 kmに位置する[2]。
- 中央自動車道の駒ヶ根インターチェンジの南南西10.3 kmに位置する。

## 関連画像

### 仙涯嶺からの展望

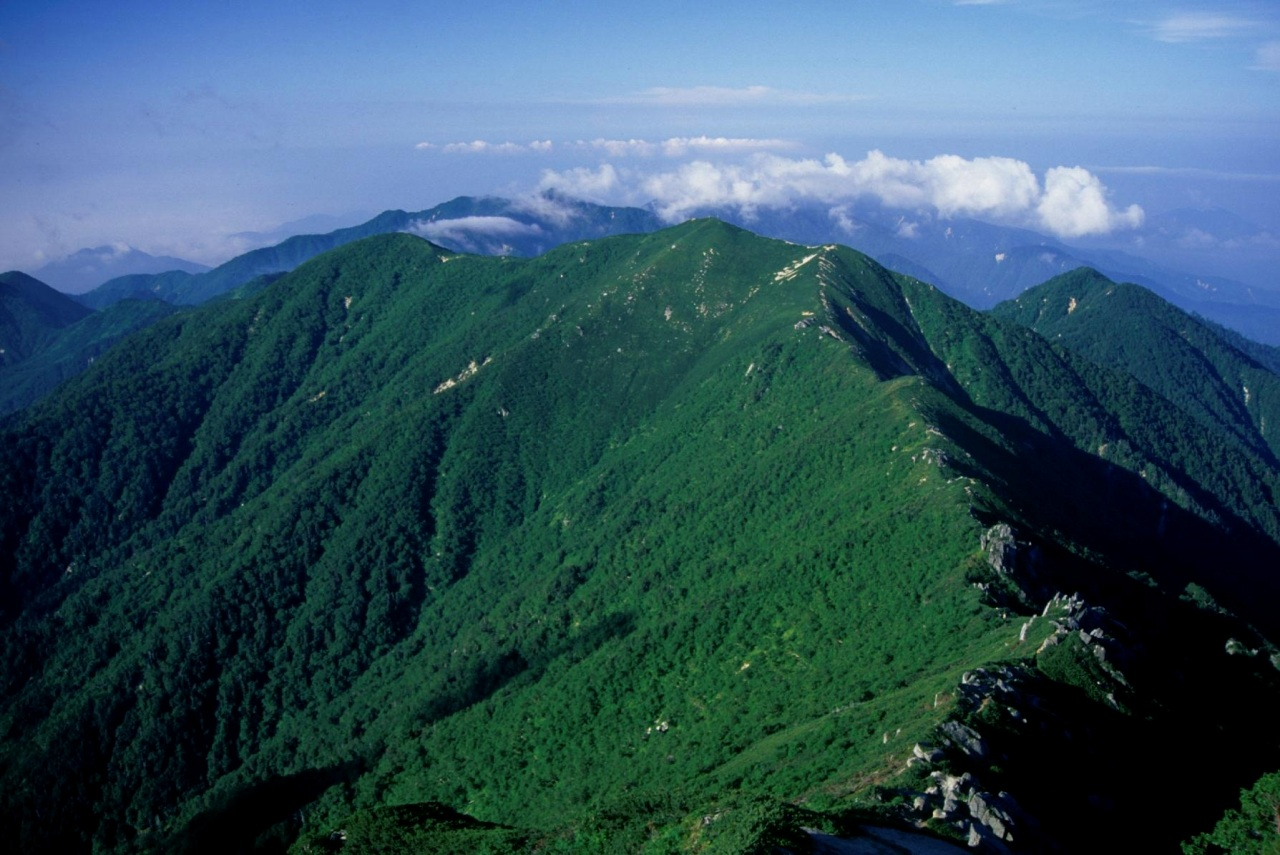
仙涯嶺から望む越百山へと延びる木曽山脈の主稜線
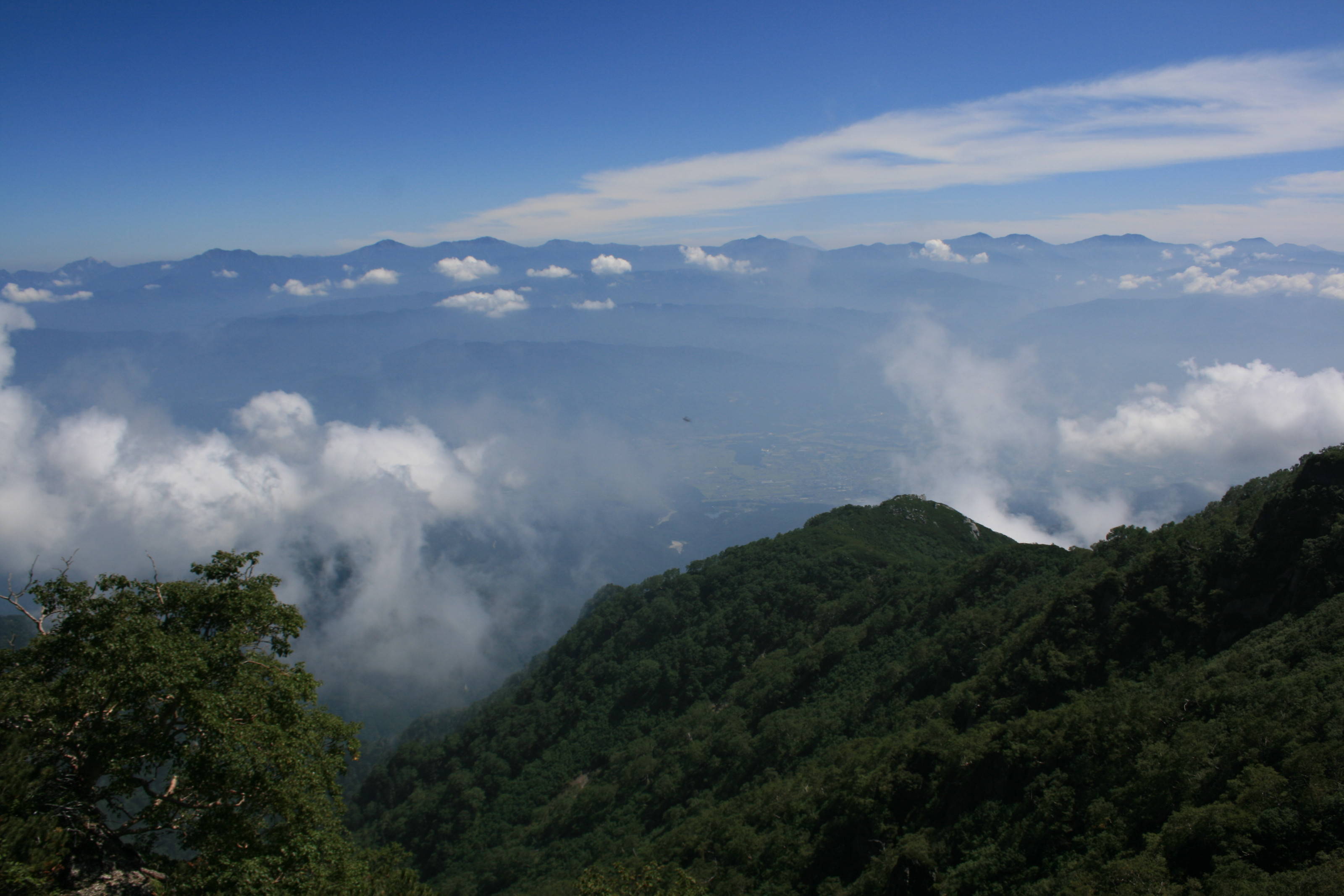
仙涯嶺から望む木曽谷と南アルプス（塩見岳の右奥に富士山）
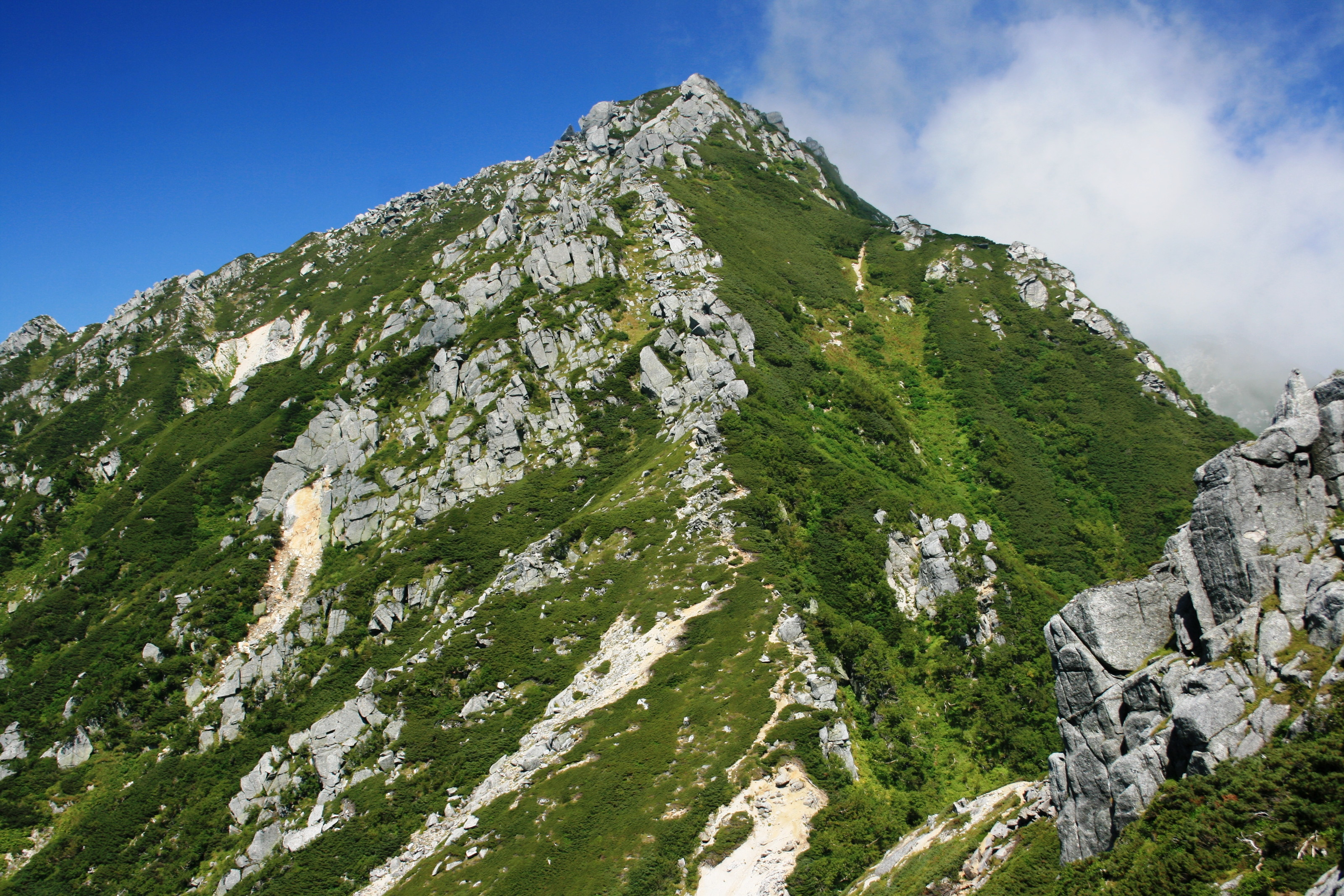
仙涯嶺から望む南駒ヶ岳
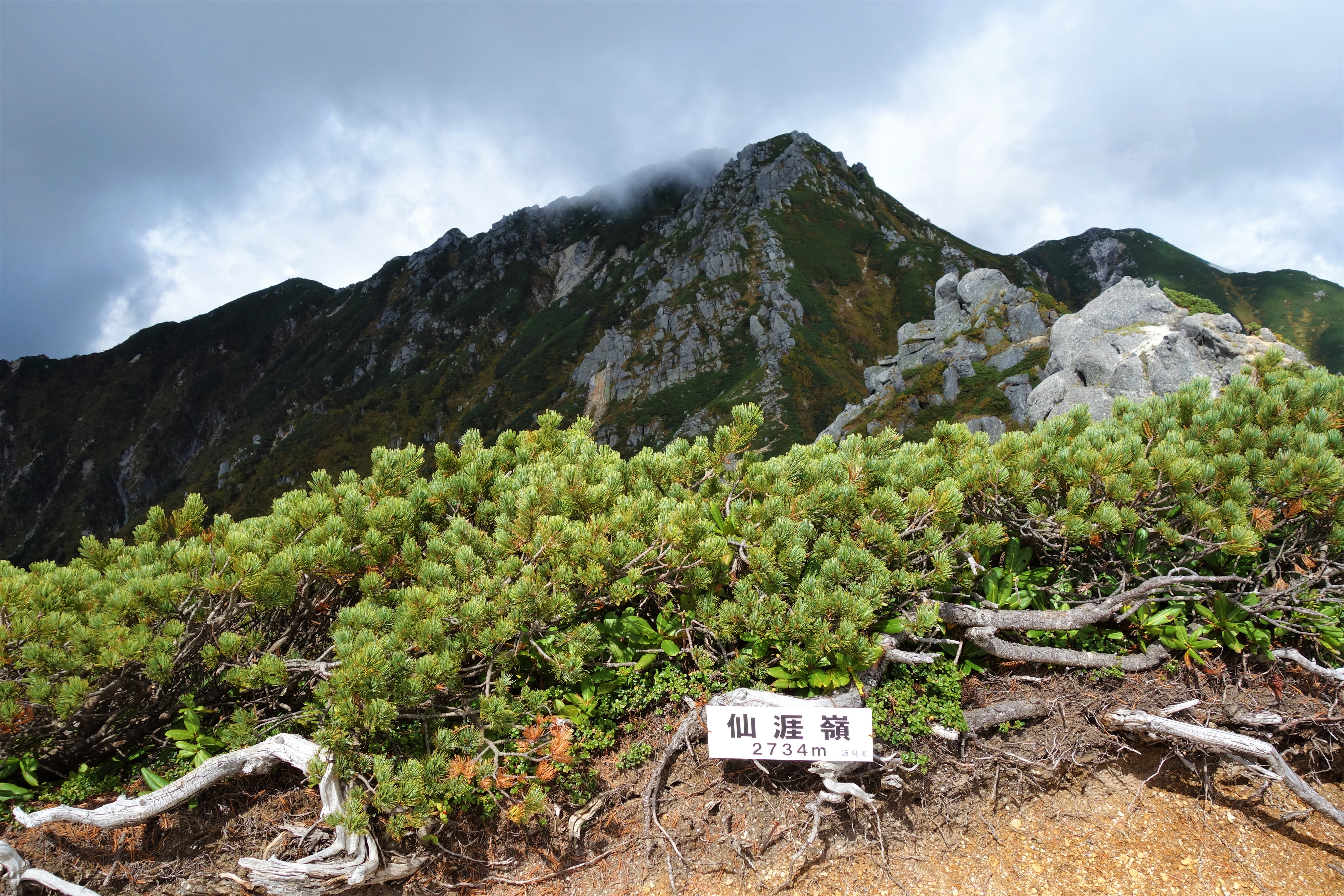
仙涯嶺山頂

### 仙涯嶺の風景

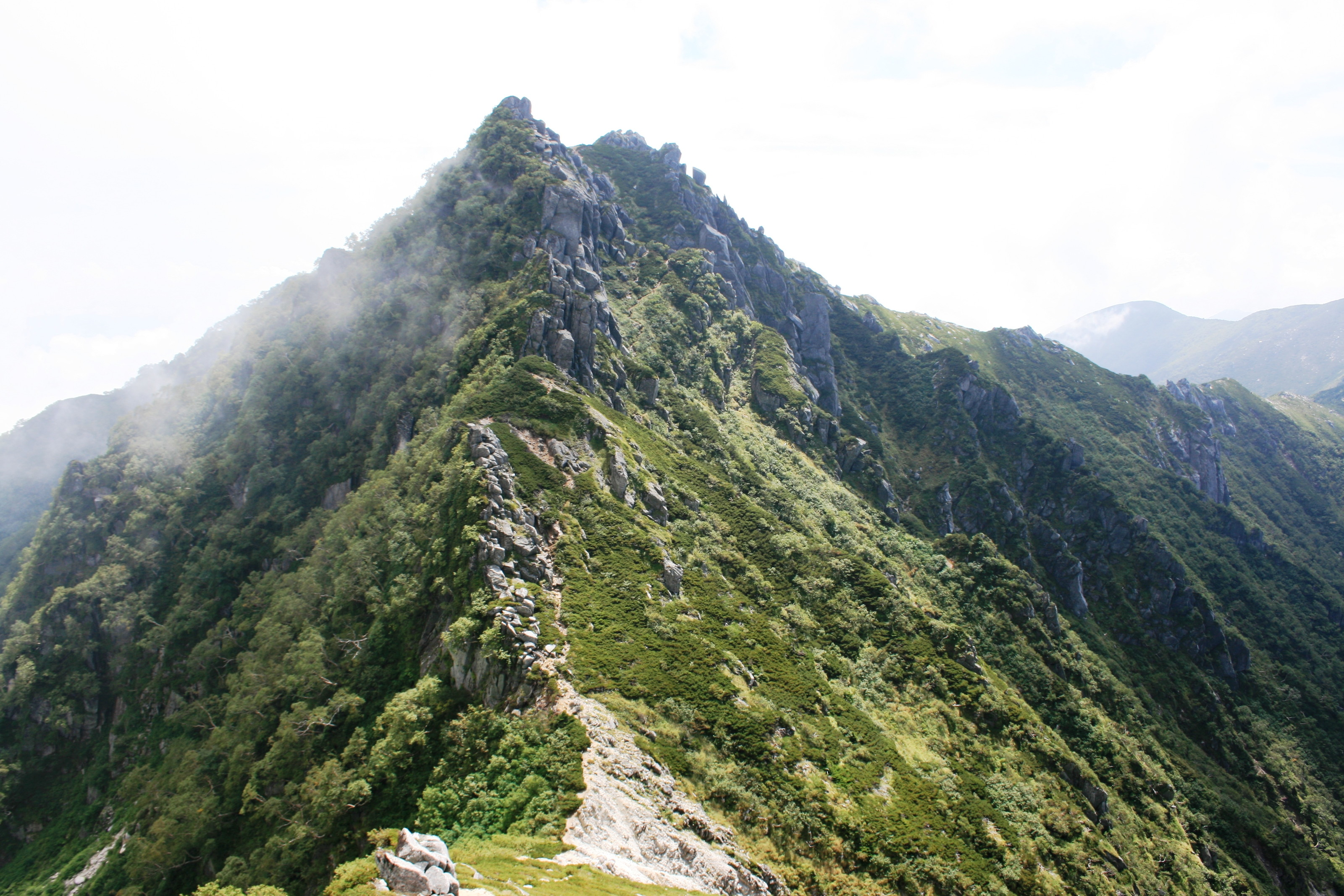
南駒ヶ岳方面から望む仙涯嶺
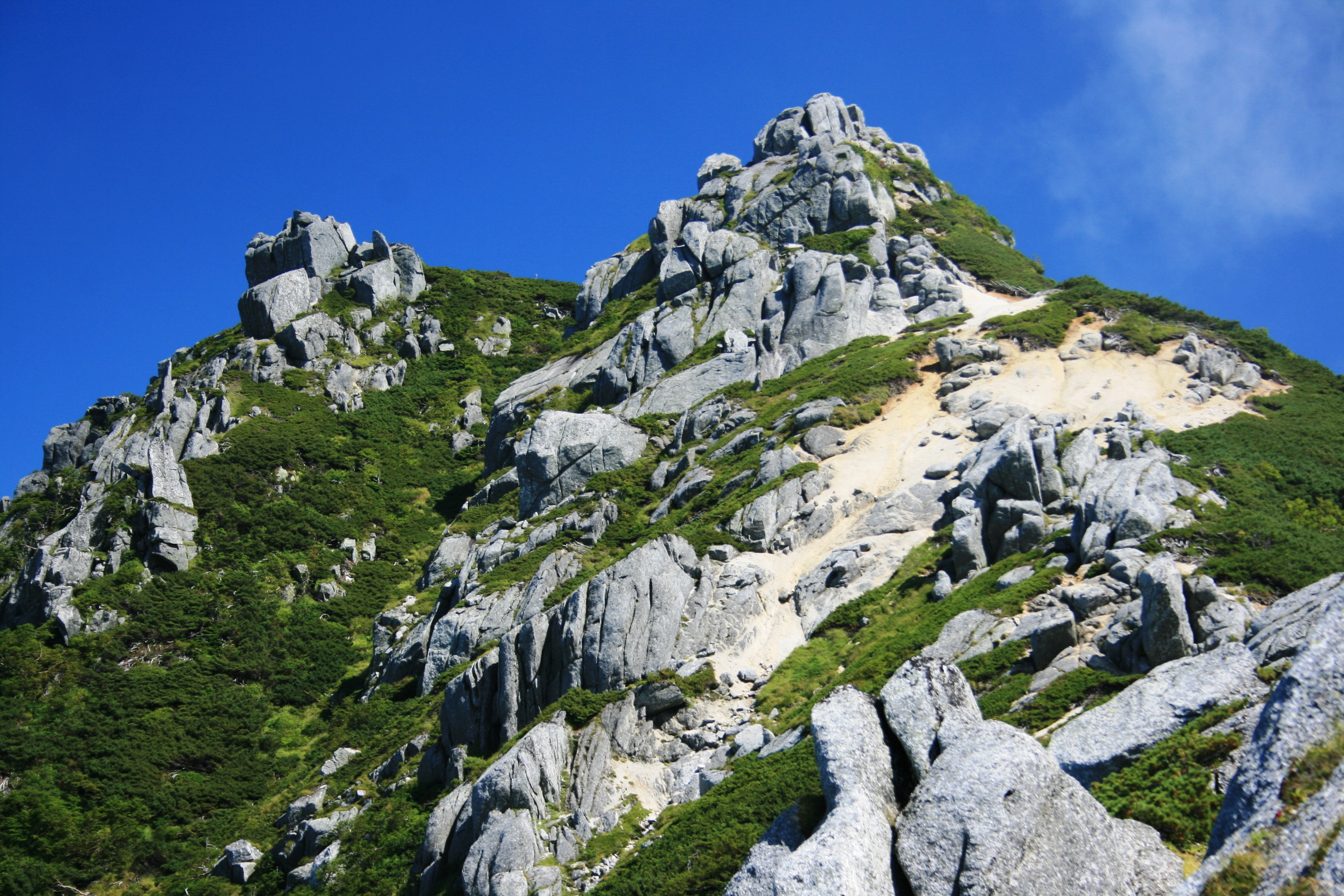
山頂直下南から望む仙涯嶺
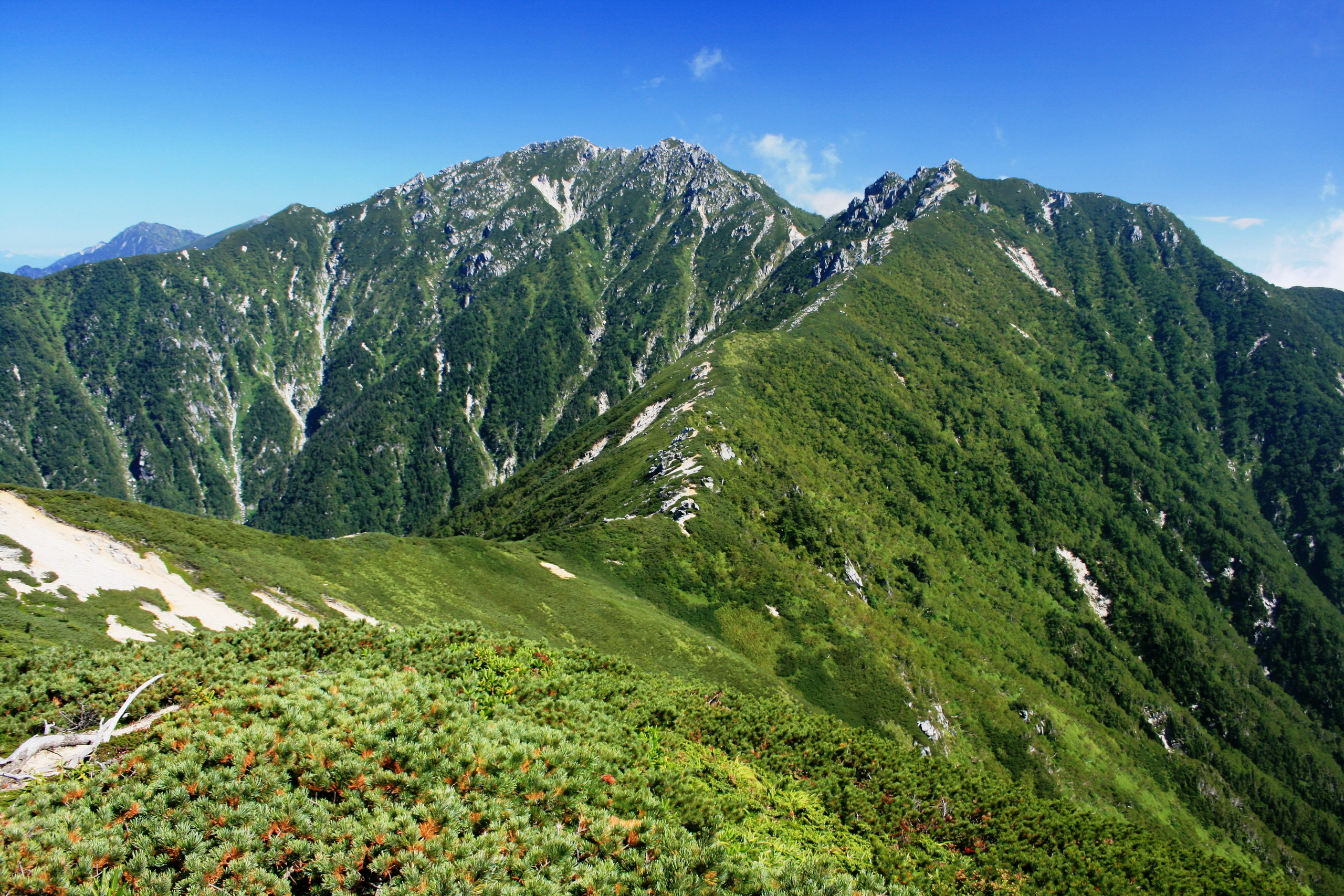
越百山から望む南駒ヶ岳（左）と仙涯嶺（右）
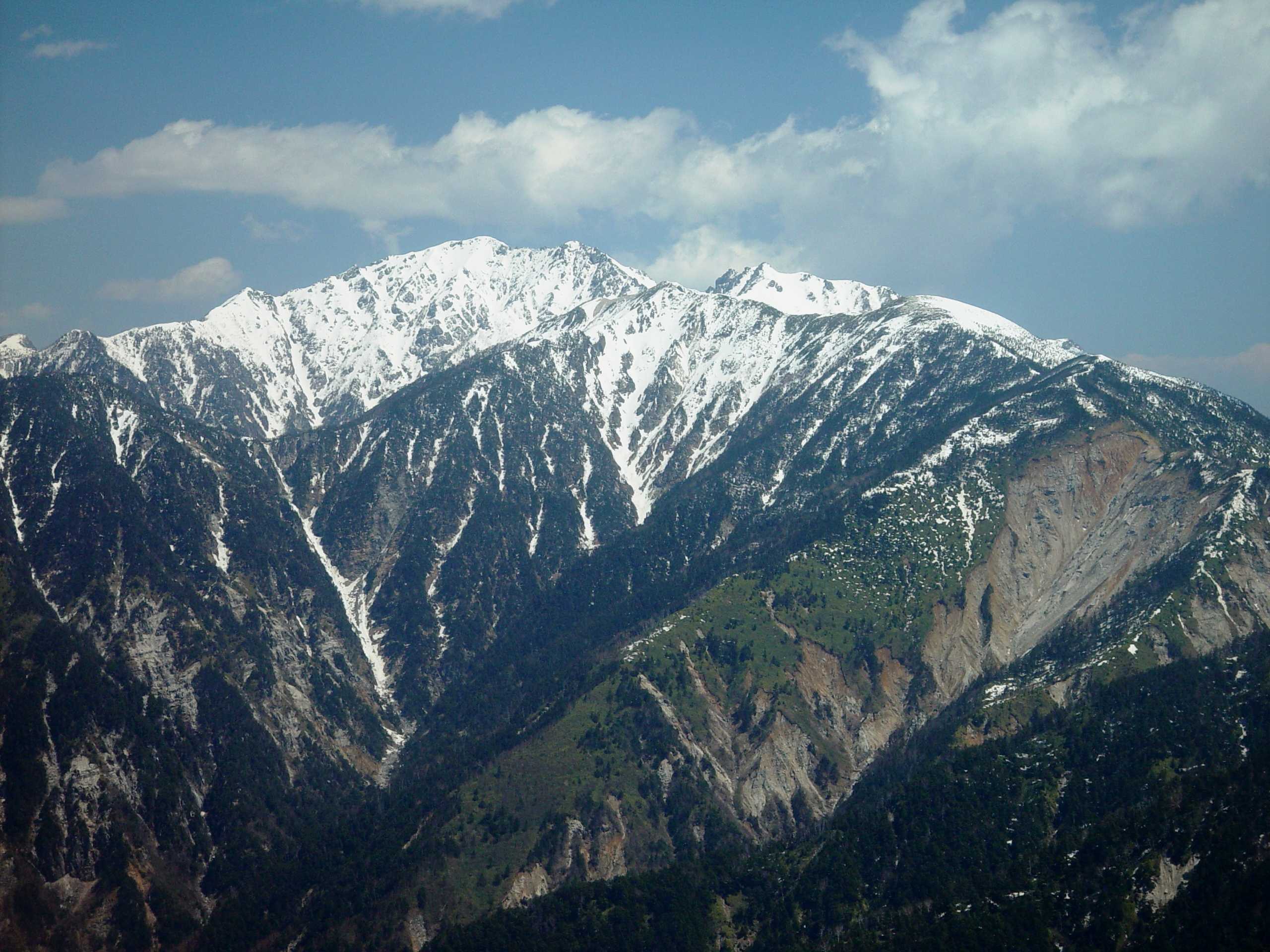
安平路山から望む南駒ヶ岳と仙涯嶺